# Allogromiida

Allogromiida es un pequeño orden de foraminíferos (clase Foraminiferea, o Foraminifera), tradicionalmente considerado suborden Allogromiina del orden Foraminiferida. Su rango cronoestratigráfico abarca desde el Cámbrico hasta la actualidad. Son los foraminíferos más antiguos que se conocen en el registro fósil.

## Descripción
Son un grupo de foraminíferos bentónicos caracterizados por producir conchas orgánicas. Los allogromiidos producen testas relativamemente simples, usualmente con una única cámara, similar a la de otros protistas tales como Gromia.

## Ecología
Los allogromiidos se encuentran en ambientes marinos y de agua dulce. El ochenta y cinco por ciento de las especies encontradas en la fosa de las Marianas (Abismo Challenger), la cota oceánica más profunda que se haya explorado, fueron allogromiidos.

## Discusión
Allogromiida ha sido tradicionalmente separado del orden Textulariida, ya que las especies de estos últimos presentan concha aglutinada. Sin embargo, los estudios genéticos sugieren que algunos foraminíferos con testas aglutinadas (Astrorhizacea), clasificados previamente en Textulariida o en su propio orden (Astrorhizida), deben agruparse junto con Allogromiida de pared orgánica.

## Clasificación
Allogromiida incluye a las siguientes familias:
- Familia Lagynidae
- Familia Maylisoriidae
- Familia Allogromiidae
- Familia Hospitellidae
- Familia Phthanotrochidae

Géneros de Allogromiida no asignados a ninguna familia son:
- Bathyallogromia
- Bowseria
- Capsammina
- Ceratestina
- Conicotheca

De Folin (1881) estableció varios géneros, actualmente considerados nomen nudum e invalidados, algunos de los cuales, aunque tienen un estatus incierto, podrían pertenecer a Allogromiida. Los dividió en 2 grandes grupos: Nus y Demi-Nus, dentro de los cuales consideró los siguientes géneros:
- Nus: Bathybiopsis, Plakousa, Vitta, Phykopsis, Pseudarkys, Diodiathesis, Exochiton, Katachiton, Autonomos, Astrorhizopsis, Hyperaminopsis, Kampiopsis
- Demi-Nus: Monereisma, Diereisma, Polyereisma, Syllogia, Periphragma, Sijnesla, Planis, Emplokia, Plakousopsis, Prothonia, Othonia, Procopia